# Anse-à-Pitre
Anse-à-Pitre (en criollo haitiano Ansapit) es una comuna de Haití, que está situada en el distrito de Belle-Anse, del departamento de Sureste.

## Historia
Villa que pasó a ser comuna en 1922.

## Secciones
Está formado por las secciones de:
- Boucan Guillaume (que abarca la villa de Anse-à-Pitre y el barrio de Banane).
- Bois d'Orme

## Demografía
| Gráfica de evolución demográfica de Anse-à-Pitre entre 2009 y 2015 |
|                                                                    |

Los datos demográficos contemplados en este gráfico de la comuna de Anse-à-Pitre son estimaciones que se han cogido de 2009 a 2015 de la página del Instituto Haitiano de Estadística e Informática (IHSI). 